# Arka-La-Tex
Arka-La-Tex – nieformalna nazwa regionu społeczno-gospodarczego w Stanach Zjednoczonych, obejmującego obszary na styku czterech stanów: Arkansas, Luizjany, Teksasu oraz czasami włączając południowo–wschodni kraniec Oklahomy. Charakteryzuje się zróżnicowaną topografią, gospodarką (ropa, rolnictwo, leśnictwo) i unikalną mieszanką kulturową. Zamieszkany przez ok. 1,5 mln osób.
Nazwa jest akronimem utworzonym od pierwszych sylab nazw trzech głównych stanów. 

## Geografia
Zazwyczaj uznaje się, że region obejmuje 10 hrabstw Arkansas, 13 parafii Luizjany oraz 16 hrabstw Teksasu. Centrum regionu znajduje się w okolicach miasta Texarkana, leżącego na granicy Arkansas i Teksasu. Inne ważne ośrodki miejskie to Shreveport i Bossier City w Luizjanie oraz Longview i Tyler w Teksasie. Topografia terenu jest zróżnicowana, obejmując zarówno tereny nizinne, lasy sosnowe, jak i obszary wzgórz. Liczne rzeki i jeziora, w tym rzeka Red River i jezioro Caddo, odgrywają istotną rolę w geografii i ekologii regionu.  